# جيري فين
جيري فين (بالإنجليزية: Jerry Finn)‏ هو منتج أسطوانات وملحن أمريكي، ولد في 31 مارس 1969 في فينتورا في الولايات المتحدة، وتوفي في 21 أغسطس 2008 في لوس أنجلوس في الولايات المتحدة بسبب نزف مخي.

## وصلات خارجية
- جيري فين على موقع IMDb (الإنجليزية)
- جيري فين على موقع ميوزك برينز (الإنجليزية)
- جيري فين على موقع أول ميوزيك (الإنجليزية)
- جيري فين على موقع ديسكوغز (الإنجليزية)